# Joy Williams (escritora)
Joy Williams (Chelmsford, Massachusetts, 11 de febrero de 1944) es una novelista, ensayista y cuentista estadounidense.

## Biografía
Joy Williams nació en Chelmsford, Massachusetts. Recibió un BA en el Marietta College (Ohio) y un máster en Bellas Artes por la Universidad de Iowa. Ha enseñado escritura creativa en las  universidades de Houston, Florida, Iowa y Arizona. Durante el año académico 2008-2009, fue escritora residente en la Universidad de Wyoming y continuó después como profesora afiliada del departamento de inglés. Vive habitualmente en Tucson, Arizona, y ocasionalmente en Florida, donde reside su hija. Williams estuvo casada durante treinta y cuatro años con L. Rust Hills,  editor de ficción de Esquire, hasta su fallecimiento el 12 de agosto de 2008.
Joy Williams es autora de cuatro novelas. La primera, State of Grace (1973), fue nominada para el Premio Nacional del Libro de Ficción, que finalmente ganó ese año Thomas Pynchon con El arcoíris de la gravedad. Su novela más reciente, The Quick and the Dead (2000), fue finalista del Premio Pulitzer de Ficción. Su primera colección de cuentos fue Taking Care, publicada en 1982. Una segunda colección, Escapes, siguió en 1990. Una colección de ensayos de 2001, Ill Nature: Rants and Reflections on Humanity and Other Animals, fue finalista del Premio del Círculo Nacional de Críticos de Libros. Honored Guest, una colección de cuentos, fue publicada en 2004 y en 2008, su segunda novela, The Changeling, fue reeditada con ocasión del treinta aniversario de su primera edición, con una introducción del novelista estadounidense Rick Moody. También se reeditó en 2018 para celebrar los 40 años de su publicación original.
Sus historias y ensayos son frecuentemente antologizados, y ha recibido muchos premios y honores, incluyendo el Harold and Mildred Strauss Living Award de la Academia Estadounidense de las Artes y las Letras y el Premio Rea.

## Estilo
Joy Williams ha señalado que la primera obra que leyó y le marcó fue Miss MacIntosh, My Darling, de Marguerite Young. La ficción en las obras de Williams a menudo retrata la vida como una espiral descendente, y el fracaso de la vida en Estados Unidos, tanto desde una perspectiva espiritual como económica, como una certeza virtual. Sus personajes, generalmente de clase media, a menudo abandonan o pierden su condición de tal, a veces de forma extraña, como si fuera una desposesión o expoliación cultural. Los personajes suelen divorciarse, los niños son abandonados y sus vidas son consumidas por el miedo, a menudo irracional, como la niña de la historia en The Excursion que está aterrorizada de que los pájaros puedan salir volando de su taza de baño. La crítica Rosellen Brown caracteriza a las figuras de la obra de Williams como «nacidas espiritualmente de la fuga, viviendo sus vidas húmedas en un lugar pantanoso, cargado de vegetación, desatendido... en una sombra ineficaz». Por otra parte, Laura Fernández destaca la presencia de 'la muerte' como un personaje más de sus obras de ficción, en «un intento de mirar, cara a cara a la Muerte, de tratar de aceptarla, de, por qué no, como ocurre en Los vivos y los muertos, charlar con ella ...».
Los críticos también han señalado que su trabajo tiene elementos minimalistas y góticos. En una nota introductoria en la edición de 1995 de Best American Short Stories, Williams escribió: «Todo arte trata de la nada: nuestra aprehensión de ella, nuestro miedo a ella, su abordaje».
Williams es también conocida por sus escritos sobre el medio ambiente. Además de su trabajo Ill Nature, es autora de una guía sobre los cayos de Florida, que Conde Nast describió como «una de las mejores guías jamás escritas» y «una magnífica guía tragicómica».

## Obras
Relación de obras, incluyendo las tres ediciones en castellano de tres de sus novelas editadas hasta 2018, más una selección de cuentos, también en castellano:

### Novelas
- State of Grace (1973) (Estado de gracia Ed. Alpha Decay)
- The Changeling (1978) (El hijo cambiado Ed. Alpha Decay)
- Breaking and Entering (1988)
- The Quick and the Dead (2000) (Los vivos y los muertos Ed. Alpha Decay)
- Harrow (2021); La rastra, Seix Barral, 2022)

### Cuentos
- Taking Care (1982)
- Escapes (1990)
- Honored Guest (2004)
- 99 Stories of God (2013)
- The Visiting Privilege: New and Collected Stories (2015) (Cuentos escogidos, Seix Barral, 2017)

### Ensayos
- Ill Nature: Rants and Reflections on Humanity and Other Animals (2001)
- The Florida Keys: A History & Guide, ilustrado por Robert Carawan (2003)